# Nederlandse gulden
De gulden was vanaf de middeleeuwen tot januari 2002 een Nederlandse munteenheid en wettig betaalmiddel.
Op 1 januari 2002 werd de gulden vervangen door de euro, sindsdien de munteenheid van de Economische en Monetaire Unie. Vanaf die datum was de gulden tot 28 januari 2002 naast de euro nog een wettig betaalmiddel. Wel diende eventueel wisselgeld in euro's te worden teruggeven. Vanaf 28 januari 2002 was de gulden geen wettig betaalmiddel meer. De omwisselverhouding was bepaald op 2,20371 gulden per euro. Afgerond is dit 0,45378 euro per gulden.

## Omwisseling naar euro's
Twee varianten van bankbiljetten van 5 gulden en één variant van bankbiljetten van 25 gulden kunnen uiterlijk tot 1 mei 2025 bij De Nederlandsche Bank worden omgewisseld. Voor diverse andere bankbiljetten in guldens is de laatste inleverdatum 1 januari 2032.

## Geschiedenis

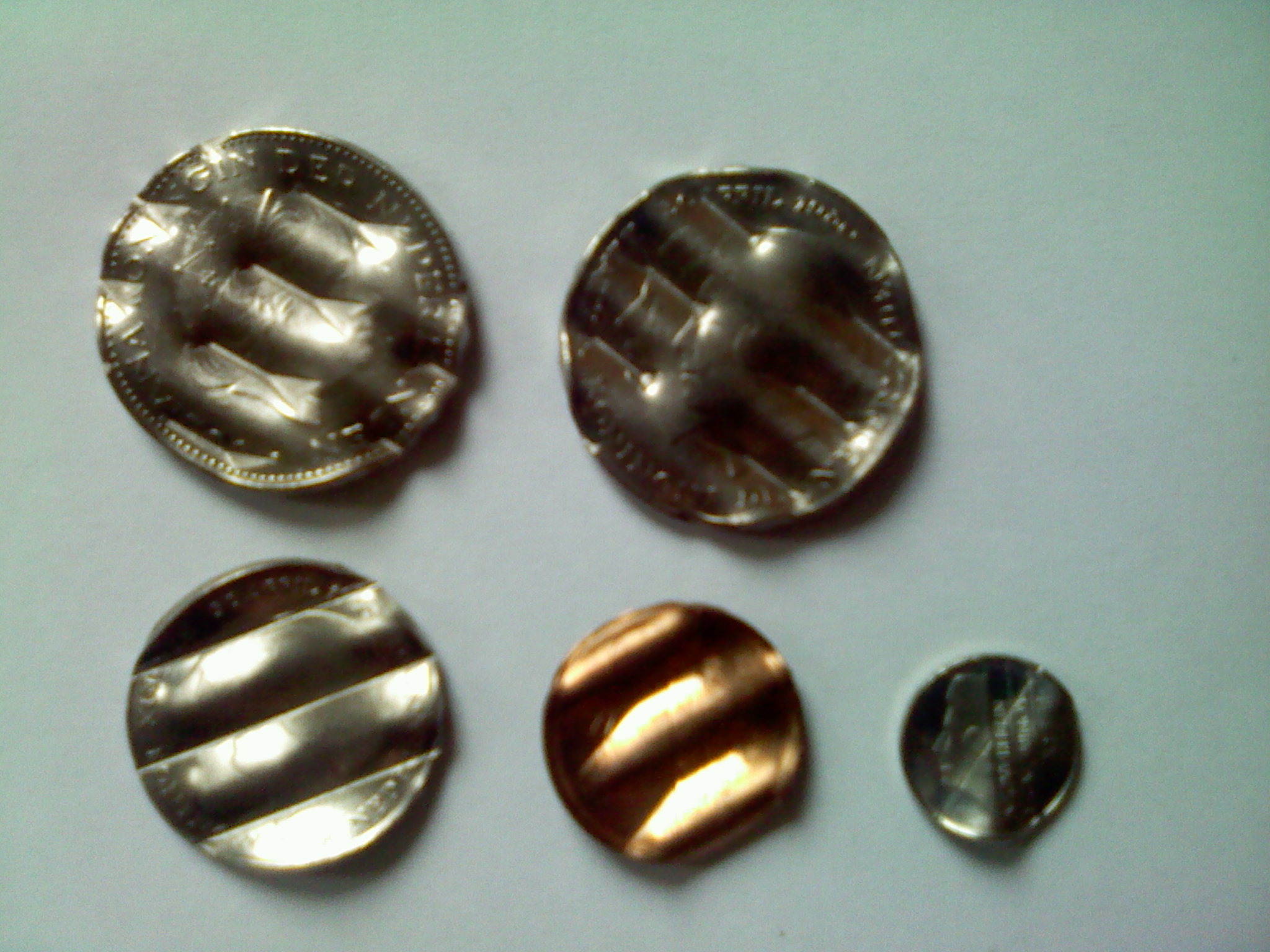
Gewokkelde guldenmuntstukken; bovenin twee rijksdaalders, onderin v.l.n.r. een gulden, stuiver en dubbeltje

De benaming gulden komt van gulden florijn (gouden florijn) genoemd naar de Florentijnse munt fiorino d'oro. Daarmee is ook de herkomst verklaard van het sindsdien gebruikte valutateken ƒ of de letter f of de letters fl of hfl (Hollandse Florijn) voor de gulden. In 1378 kwam de Hollandse gulden van graaf Willem V in omloop. Daarna voerden verschillende vorsten en heersende edellieden hun eigen gulden in. De naar keizer Karel V genoemde munt werd carolusgulden of carolus genoemd. Na de gouden carolus van 1521 kwam in 1543 de zilveren carolus, die tot 1680 gold als (eerste) eenheidsmunt voor de Zeventien Provinciën. Deze munt was de eerste gulden met een portret (van de keizer). In 1694 kwam de generaliteitsgulden in omloop, met de Nederlandse maagd-met-lans.
Vanaf 1521 was een gulden onderverdeeld in 20 stuivers van 8 duiten van 2 penningen. Er bestonden echter diverse lokale varianten, met name in Groningen in de 16e eeuw. Tot in de 18e eeuw rekende men in Friesland en Overijssel ook met guldens van 28 stuivers. Hoe men rekende hing meer af van de wijze van boekhouden dan van de munten die men fysiek in kas had. In het grootste gedeelte van de Republiek werd de Hollandse rekenmethode gevolgd, die rekende in guldens, stuivers en penningen. In Nederlandse teksten van vóór 1816 vindt men dus wel bedragen als f 10-12-4, ofwel 10 gulden, 12 stuivers en 4 penningen.
In Zeeland rekende men echter op basis van het pond Vlaams, waarbij een pond gelijkstond aan 6 gulden. Een pond (6 gulden) was in deze rekenwijze verdeeld in 20 schellingen (ter waarde van 6 stuivers) verdeeld in 12 (reken)penningen.
Om in deze ingewikkelde situatie handel tussen de gewesten te kunnen drijven, waren diverse rekenboekjes in omloop om van het ene naar het andere stelsel om te kunnen rekenen.
In 1816 werden stuivers en penningen afgeschaft en was een gulden voortaan verdeeld in 100 cent. De benaming stuiver ging in de volksmond over op het muntstuk van 5 cent.
Van 1818 (koning Willem I) tot 2002 (de invoering van de euro) zijn voor elke Nederlandse vorst of vorstin guldens geslagen, met een portret omcirkeld door de tekst 'koning(in) der Nederlanden'. Ook werd in 1818 het kantschrift God zij met ons ingevoerd.
De gulden met de beeltenis van koningin Beatrix werd ingevoerd in 1982. In die nieuwe serie ontbrak het muntstuk van 1 cent. Het papieren vijfje werd in 1988 vervangen door een muntstuk van 5 gulden. Het ontwerp was van industrieel ontwerper Bruno Ninaber van Eyben. Op het muntstuk ontbraken voor het eerst de kroon en het rijkswapen.
Vanaf 1 januari 2002 was de gulden geen wettig betaalmiddel meer, deze werd vervangen door de euro. Het muntgeld kon na de invoering van de euro tot 1 januari 2007 bij de banken worden ingewisseld voor het equivalent in euro's (tegen de omwisselkoers van 2,20371 gulden per euro). Sinds de gulden zijn nominale waarde had verloren is de enige waarde die nog rest die van de metaalwaarde en de waarde die verzamelaars eraan toekennen. De oude munten werden eerst gewokkeld, zo werden zij als betaalmiddel waardeloos, om daarna omgesmolten te kunnen worden. Het ingeleverde papiergeld is versnipperd en gerecycled.

## (Voormalige) koloniën
Nederlands-Indië had zijn eigen gulden. Deze bestond tot 1949. In dat jaar werd de Nederlands-Indische gulden door de Indonesische roepia vervangen. Op 30 maart 1950 werd de Nederlands-Nieuw-Guineese gulden ingevoerd.
In Suriname bestond tot 1 januari 2004 de Surinaamse gulden. Sinds de onafhankelijkheid van Suriname in 1975 verminderde de waarde van de Surinaamse gulden sterk. Daarom besloot de Surinaamse regering de Surinaamse gulden door de Surinaamse dollar te vervangen.
In de voormalige Nederlandse Antillen was de Antilliaanse gulden de munteenheid, gekoppeld aan de Amerikaanse dollar. Curaçao en Sint Maarten zijn sinds 10 oktober 2010 autonome landen, in deze landen zal de Antilliaanse gulden worden vervangen door de Caribische gulden. In Aruba, waar tot 1986 ook met de Antilliaanse gulden werd betaald, is deze vervangen door de Arubaanse florin. De BES-eilanden (tegenwoordig bijzondere gemeentes van Nederland) gebruikten de Antilliaanse gulden totdat op 1 januari 2011 de Amerikaanse dollar de officiële munteenheid werd.

## Devaluatie van de gulden
Vanaf 1944 was de waarde van de gulden volgens het systeem van Bretton Woods gekoppeld aan die van de dollar.
In 1949 besloot minister Piet Lieftinck tot devaluatie van de Nederlandse gulden met dertig procent, kort nadat het Engelse pond sterling met 30% was gedevalueerd. De economie in de Verenigde Staten haperde wat. Lonen en prijzen aldaar daalden, nadat ze een aantal jaren waren gestegen.
Amerikaanse bedrijven wilden meer exporteren naar Europa. Vooral de Britse regering vreesde concurrentie voor de eigen economie en besloot tot devaluatie. Daardoor zouden de eigen producten voor het buitenland goedkoper worden. Als een olievlek breidde de devaluatie zich over Europa uit, waarbij ook Nederland het Britse voorbeeld volgde.
Het bijzondere aan deze gebeurtenis was dat ze een nieuwe fase in de economische naoorlogse geschiedenis van Nederland markeerde. De ergste armoede was voorbij, de Nederlandse economie kon haar vleugels uitslaan. Door industrialisatie en export kon de welvaart snel groeien.
Nederland was straatarm uit de oorlog gekomen. Er was gebrek aan alles. De productie lag nagenoeg stil. Nederland was voor zowat alle noodzakelijke goederen afhankelijk van import uit het buitenland. Maar geld om dat te bekostigen was er nauwelijks. De regering hield de economie daarom in een ijzeren greep. De lonen moesten laag blijven, tal van goederen bleven, net als in de oorlog, op de bon. Anders zou er een oncontroleerbare inflatie ontstaan, vreesde de regering.
De onvrede onder de bevolking was groot. Dat uitte zich onder meer in een grote populariteit van de communistische CPN, hetgeen de Amerikaanse regering grote zorgen baarde. Deze zag met lede ogen aan dat Centraal-Europa steeds meer in de invloedssfeer van de Sovjet-Unie raakte. Voorkomen moest worden dat dit ook met West-Europa gebeurde. Het veelbesproken Marshallplan zorgde voor het tegenwicht. Alleen al Nederland kreeg vanaf 1948 bijna een miljard dollar aan schenkingen en leningen om de economie erbovenop te helpen. Deze geldinjectie was voor de Nederlandse economie een krachtige steun in de rug. Zo kon de regering zich al in 1949 meer op de export gaan concentreren en hoefde zich niet meer het hoofd te breken over de vraag hoe zij door middel van import de vele monden van de Nederlandse bevolking moest voeden. Er brak in plaats daarvan een periode van welvaart aan.
In de jaren zeventig van de 20e eeuw stond de gulden onder druk door grote overheidsuitgaven en werd hij gedevalueerd. Dit was vooral van belang voor de handel met Duitsland. In die jaren gingen vele landen, waaronder Nederland en Duitsland, over op een stelsel van zwevende wisselkoersen.
In 1965 had een gulden een waarde van ongeveer 1,10 Duitse mark (DM). Rond 1973 was 1 gulden ongeveer 1 DM waard en van de jaren tachtig tot de invoering van de euro ongeveer 0,88 DM (1 DM = 1,12 gulden). In onderstaande tabel is de wisselkoers in Guldens per eenheid vreemde valuta weergegeven over de periode 1914-1996. 
| jaar | US $ | Br £  | FF 100 | DM 100 | ZwF 100 |
| ---- | ---- | ----- | ------ | ------ | ------- |
| 1914 | 2,46 | 12,09 | 48,06  | 57,75  | 47,77   |
| 1919 | 2,56 | 11,34 | 36,75  | 16,74  | 48,58   |
| 1923 | 2,56 | 11,70 | 15,56  | 0,005  | 46,23   |
| 1925 | 2,49 | 12,02 | 11,88  | 59,27  | 48,13   |
| 1932 | 2,48 | 8,69  | 9,75   | 58,93  | 48,16   |
| 1934 | 1,48 | 7,48  | 9,75   | 58,42  | 48,04   |
| 1937 | 1,82 | 8,98  | 7,36   | 73,05  | 41,68   |
| 1940 | 1,88 | 7,17  | 4,07   | 74,41  | 42,70   |
| 1946 | 2,65 | 10,69 | 2,23   | 26,53  | 61,62   |
| 1950 | 3,80 | 10,64 | 1,09   | 90,48  | 87,80   |
| 1962 | 3,60 | 10,12 | 73,53  | 90,12  | 83,33   |
| 1973 | 2,79 | 6,84  | 62,76  | 104,85 | 88,26   |
| 1996 | 1,69 | 2,63  | 32,95  | 112,06 | 136,53  |

De Duitse mark van 1924 komt overeen met een biljoen oude marken. In de jaren 1930 moet rekening worden gehouden met multipele koersen van de Duitse mark ten gevolge van de restricties van het betalingsverkeer. De fictieve koers van de Duitse mark in 1946 is bepaald op basis van de door de Geallieerde autoriteiten vastgestelde dollar-koers. In 1950 kan onder voorbehoud worden gesteld, dat een nieuwe DM gelijk is aan tien oude marken. een Franse franc van 1962 is honderd oude francs.

## Papiergeld

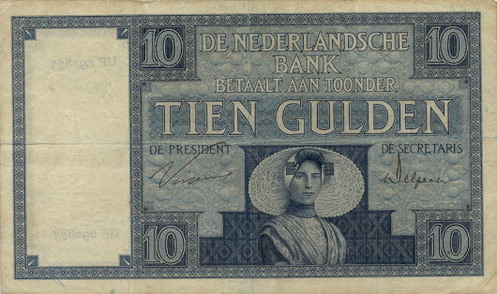
Tienguldenbiljet uit 1930

De gulden verscheen als muntgeld, muntbiljetten en bankbiljetten. Het 25 guldenbiljet van 1860 (tot 1923) was geel van kleur en verkreeg als bijnaam het geeltje. Die bijnaam is tot 2002 in zwang gebleven, ondanks anders gekleurde ontwerpen. Ook de bijnaam rooie of rooie rug (en vandaar, enigszins vulgair, alleen rug) voor een biljet van duizend gulden vindt zijn oorsprong in de 19e eeuw, toen deze biljetten een rode achterzijde hadden. Bekende ontwerpers van het naoorlogs Nederlandse bankpapier zijn R. Oxenaar (de eerste felgekleurde biljetten) en Jaap Drupsteen. De meeste bankbiljetten droegen portretten van historisch bekende Nederlanders, zoals filosoof Baruch Spinoza (1000 gulden, 1973-2002), admiraal Michiel de Ruyter (100 gulden, 1970-1986), componist Jan Pieterszoon Sweelinck (25 gulden, 1971-1995), kunstschilder Frans Hals (10 gulden, 1971-2002) en dichter Joost van den Vondel (5 gulden, 1966-1988).

## Muntgeld

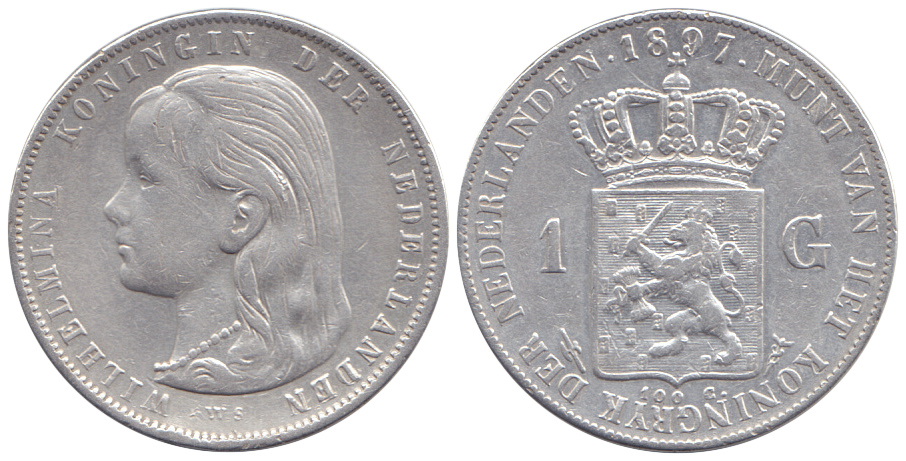
Gulden 1897, Koningin Wilhelmina. Zilver 945.

De cent werd in 1817 voor het eerst geslagen en in 1980 officieel afgeschaft, maar was tot 1983 in omloop. De overige munten die vanaf 1945 circuleerden, waren de stuiver (5 cent), het dubbeltje (10 cent), het kwartje (25 cent), de gulden (100 cent) en de rijksdaalder (2½ gulden, ook wel riks of knaak genoemd). In 1988 werd het vijfguldenbiljet van 1973 vervangen door een munt met dezelfde waarde. De laatste gulden, die was ontworpen door de destijds twaalfjarige Tim van Melis, beleefde van 21 juli t/m 31 december 2001 nog een kort bestaan.
Vóór de rijksdaalder waren er de drie gulden-munt en de 'gewone' daalder. Die laatste was ƒ 1,50 waard en bleef nog tot 1847 in omloop.
In de loop van de eeuwen is de gulden regelmatig opnieuw onderverdeeld in verschillende muntstukken. Het decimale stelsel werd in Nederland op 18 september 1816 ingevoerd.

### Tot 1816
Hier volgt een opsomming van het tot 1816 gangbare muntstelsel, waarbij de stuiver steeds als referentie is gebruikt.
- ducaton of zilveren rijder (= 63 stuivers)
- Zeeuwse rijksdaalder (= 52 stuivers)
- Nederlandse rijksdaalder (= 50 stuivers)
- daalder (= 30 stuivers)
- zilveren florijn (= 28 stuivers) (ook achtentwintig, of goudgulden)
- zesentwintig (= 26 stuivers, een halve Zeeuwse rijksdaalder)
- vijfentwintigstuiverstuk (= 25 stuivers, halve Nederlandse rijksdaalder)
- gulden (= 20 stuivers)
- dertienstuiverstuk (= 13 stuivers, een kwart Zeeuwse rijksdaalder)
- 12½ stuiverstuk (= 12½ stuiver, kwart Nederlandse rijksdaalder)
- achtstuiverstuk (= 8 stuivers)
- pietje (= 6 1/2 stuiver, een achtste Zeeuwse rijksdaalder)
- schelling (= 6 stuivers, later vaak 5 1/2 stuiver)
- dubbeltje (= 2 stuivers)
- stuiver (= 1/20 gulden)
- groot (= 1/2 stuiver)
- oortje (= 1/4 stuiver)
- duit (= 1/8 stuiver)
- penning of halve duit (= 1/16 stuiver)

### Vanaf 1816

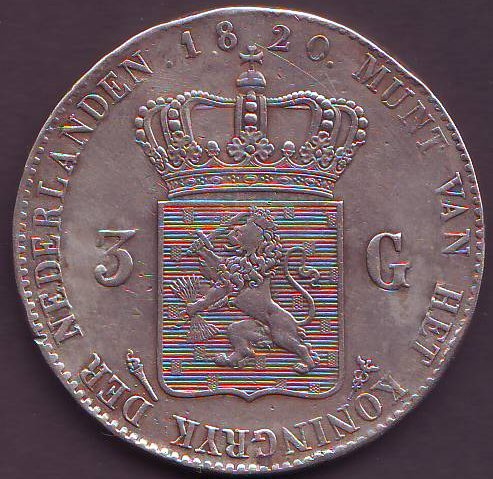
Voorkant van een drieguldenstuk uit 1820

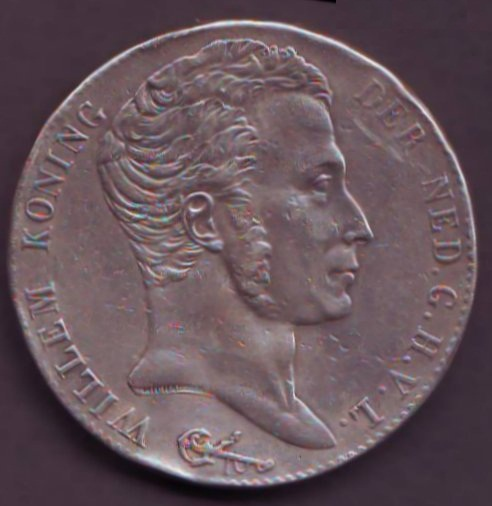
Achterkant van een drieguldenstuk uit 1820, met portret van koning Willem (I)

De indeling uit 1818 in cent, stuiver, dubbeltje, kwartje, gulden, rijksdaalder, tientje werd ingevoerd op advies van J.H.van Swinden. Deze advocaat van het tientallig stelsel bracht op 2 december 1815 op 73 pagina's advies uit aan koning Willem I met als titel Bedenkingen over het muntwezen. De naoorlogse 10 en 50 guldenmunten waren speciale uitgiften die wel wettig betaalmiddel, maar nauwelijks in omloop waren.
| Nederlandse munten 1816-2002          | Nederlandse munten 1816-2002 | Nederlandse munten 1816-2002 | Nederlandse munten 1816-2002 | Nederlandse munten 1816-2002 |
| ------------------------------------- | ---------------------------- | ---------------------------- | ---------------------------- | ---------------------------- |
| Decimaal stelsel: 1 gulden = 100 cent |                              |                              |                              |                              |
| Waarde (gulden)                       | Waarde (cent)                | Naam                         | in omloop van                | in omloop tot                |
| ƒ 00,005                              | 0000,5                       | Halfje                       | 1818                         | 1948                         |
| ƒ 00,01                               | 0001                         | Cent                         | 1817                         | 1983                         |
| ƒ 00,025                              | 0002,5                       | 2½ cent, halve stuiver       | 1877                         | 1948                         |
| ƒ 00,05                               | 0005                         | Stuiver                      | 1818                         | 2002                         |
| ƒ 00,10                               | 0010                         | Dubbeltje                    | 1818                         | 2002                         |
| ƒ 00,25                               | 0025                         | Kwartje                      | 1817                         | 2002                         |
| ƒ 00,50                               | 0050                         | Halve gulden                 | 1818                         | 1948                         |
| ƒ 01                                  | 0100                         | Gulden                       | 1818                         | 2002                         |
| ƒ 02,50                               | 0250                         | Rijksdaalder                 | 1840                         | 2002                         |
| ƒ 03                                  | 0300                         | Drie gulden                  | 1817                         | 1839                         |
| ƒ 05                                  | 0500                         | Vijfje                       | 1826                         | 1912                         |
| ƒ 05                                  | 0500                         | Vijfje                       | 1988                         | 2002                         |
| ƒ 10                                  | 1000                         | Tientje                      | 1875                         | 1933                         |
| ƒ 10                                  | 1000                         | Tientje                      | 1970                         | 2002                         |
| ƒ 50                                  | 5000                         | Vijftig gulden               | 1982                         | 2002                         |

## Onderscheidende kenmerken
Een voor Europa nagenoeg uniek kenmerk van guldenmunten en -biljetten was dat ze een stelsel vormden dat verdeeld was in kwarten. Dus in plaats van coupures van 0,20, 2, 20 en 200 kende de gulden munten van ƒ 0,25 (kwartje) en ƒ 2,50 (rijksdaalder) en bankbiljetten van ƒ 25 en ƒ 250. De achtergrond van deze verdeling in kwarten is het feit dat tot 1816 de stuiver (en niet de cent) de basis vormde. Ook de Verenigde Staten en Canada hanteren dit systeem bij munten. 
| Basis   | 1    | 2    | 5    | 10   | 20   | 50   | 100  | 200   | 500   | 1000  | 2000   | 5000   | 10.000 | 20.000  | 50.000  |     |
| ------- | ---- | ---- | ---- | ---- | ---- | ---- | ---- | ----- | ----- | ----- | ------ | ------ | ------ | ------- | ------- | --- |
| Cent    | 0,01 | 0,02 | 0,05 | 0,10 | 0,20 | 0,50 | 1,00 | 2,00  | 5,00  | 10,00 | 20,00  | 50,00  | 100,00 | 200,00  | 500,00  | (€) |
| Stuiver | 0,05 | 0,10 | 0,25 | 0,50 | 1,00 | 2,50 | 5,00 | 10,00 | 25,00 | 50,00 | 100,00 | 250,00 | 500,00 | 1000,00 | 2500,00 | (ƒ) |

Met uitzondering van de 2500 gulden zijn al deze nominaties, in munt- of papiervorm, in omloop geweest.
Een ander opvallend kenmerk van de gulden was het relatief grote belang van muntgeld. Het laagst gewaardeerde bankbiljet had aanvankelijk een waarde van ƒ 5, later van ƒ 10 en de hoogst gewaardeerde munt was respectievelijk ƒ 2,50 en ƒ 5 waard. Als de laatstgenoemde op dit moment nog een wettig betaalmiddel zou zijn, zou zij een van de hoogst gewaardeerde (€ 2,27) munten in algemene omloop zijn.

## Volksnamen van de munten en bankbiljetten
De munten en bankbiljetten van de gulden hebben volkse namen gekend, die met de komst van de euro grotendeels zijn verdwenen. Alleen de termen dubbeltje en stuiver worden nog gebruikt voor de munten van 10 en 5 eurocent.
- Cent (spie) (1 centmunt)
- Vierduitstuk (plak) (2½ centmunt)
- Stuiver (5 centmunt)
- Dubbeltje (10 centmunt, duppie, beissie): hoe een dubbeltje rollen kan, zo plat als een dubbeltje, wie voor een dubbeltje geboren is wordt nooit een kwartje
- Kwartje (25 centmunt, maffie,[9] heitje): heitje voor 'n karweitje, het kwartje begint te vallen
- Gulden (piek, pegel, pop) (Nederlandse 1 gulden)
- Daalder (1½ guldenmunt): op de markt is uw gulden een daalder waard
- Rijksdaalder (knaak, riks, achterwiel, karrenwiel) (2½ guldenmunt)
- Vijfje (bas, dikke stuiver, fiets) (2 rijksdaalders) (5 guldenmunt of -biljet)
- Tientje (joetje, mattenklopper, prent) (10 guldenbiljet)
- Geeltje (25 guldenbiljet; de versie van 1861-1909 had een gele kleur)
- Zonnebloem, bram, brammetje, bijtje (50 guldenbiljet)
- Meier, mutje, snip, bank(ie)/bankje (100 guldenbiljet)
- Vuurtoren (250 guldenbiljet, met een afbeelding van de vuurtoren van Haamstede)
- Rooie rug, rooie of rug (1000 guldenbiljet, oorspronkelijk rood- maar later groengekleurd)